# イン・ザ・シティ (アルバム)
イン・ザ・シティ (In the City) はイギリスのロックバンドザ・ジャムの1977年発表のデビューアルバム。シングルカットされたタイトルトラックの「イン・ザ・シティ」を含む。

## 収録曲
1. 芸術学校 - Art School (2:02)
2. 住所変更 - I've Changed My Address (3:31)
3. スロー・ダウン - Slow Down(2:39)
4. 時に追われて - I Got By in Time (2:07)
5. 気ままに - Away from the Numbers (4:03)
6. バットマンのテーマ - Batman Theme (1:31)
7. イン・ザ・シティ - In the City (2:19)
8. 都会の音楽 - Sounds from the Street (3:14)
9. ノン・ストップ・ダンシング - Non-Stop Dancing (2:28)
10. 今度こそ本当 - Time for Truth (3:10)
11. テイキング・マイ・ラヴ - Takin' My Love (2:15)
12. 煉瓦とモルタル - Bricks and Mortar (2:37)